# Eduard Graf (Unternehmer)
Eduard Graf (* 21. Januar 1845 in Rebstein; † 11. September 1918 ebenda; heimatberechtigt ebenda) war ein Schweizer Unternehmer und Politiker. Er war der Gründer der Brauerei Sonnenbräu in Rebstein.

## Leben
Eduard Graf kam als Sohn des Jakob Graf und der Anna Magdalena (geb. Rohner) im St. Galler Rheintal zur Welt. Sein Geburtsort liegt «am Brunnen» in Rebstein, an der heutigen Bahnhofstrasse. Er hatte elf Geschwister, von denen nur vier das Erwachsenenalter erreichten. Sein Vater, «ein Weinsteiner», war Landwirt und Mitglied im Rebsteiner Gemeinderat. Eduard Graf besuchte die örtliche Primarschule.
1867, als sein älterer Bruder vom Amt zurücktrat, wurde Graf mit 22 Jahren Schreiber des Gemeinderates. Dieses Amt übte er 15 Jahre lang aus. 1882 trat der Gemeindammann von Rebstein, Johann Jakob Kehl, zurück, worauf Eduard Graf als sein Nachfolger gewählt wurde. In dieser Zeit entwickelte sich Rebstein vom Bauerndorf zu einem Gemeinwesen mit Fertigungsunternehmen, vor allem mit der St. Galler Stickerei. Das Amt des Gmeindammanns bekleidete Graf bis 1905. Daneben engagierte er sich als Kirchenrat, Schulrat und später als Präsident des Schulrates. Während einer Amtsperiode gehörte er als Vertreter der Liberalen Partei des Oberrheintals dem Grossen Rat des Kantons St. Gallen an. Er beschäftigte sich vorwiegend mit Landwirtschaftsfragen und wirkte als Schätzer von Gemeindegut. 
1870 heiratete Eduard Graf die um drei Jahre jüngere Emilie Rohner «aus der Linde» in Rebstein. Sie hatten zusammen drei Kinder, von denen nur ein Sohn den Vater überlebte. 1881 verstarb seine Frau mit erst 33 Jahren, worauf er zwei Jahre später die aus Au stammende Annette Friedauer ehelichte. Annette war bei der Heirat kaum 20 Jahre alt, erwies sich aber als gute Hausfrau, Mutter und umsichtige Geschäftsfrau.
Um die Wende zum 20. Jahrhundert wurden Gemeindeämter zu einer Nebentätigkeit. Graf war darauf als Landwirt tätig und hatte eine Anstellung in einem Stickereiunternehmen.
Graf übernahm erst die Bäckerei und Gastwirtschaft zur Traube, dann aber bald das Gasthaus zur Sonne an der Alten Landstrasse. 1891 erhielt er, aufgrund seiner Dienst-Bekanntschaft mit Oberst Rohner in Buchs, die Gelegenheit, die Gerätschaften einer ausgedienten Brauerei zu erwerben. Er gründete damit die Brauerei Sonnenbräu, die ihren Namen vom Gasthaus bekam. In der Anfangszeit wurde mit dem spärlichen Inventar ausschliesslich dunkles Bier gebraut. In den Jahren nach 1900 konnte Eduard Graf den Betrieb mit Hilfe eines Münchner Architekten vergrössern. Nachdem das Eis anfangs aus dem Klöntal und Davos per Eisenbahn hatte herbeigeschafft werden müssen, erwarb er später eine moderne Eismaschine.
1873 war Graf Mitbegründer und Präsident der Spar- und Leihkasse Rebstein. 1912 zog sich Graf aus dem aktiven Brauereigeschäft zurück und überliess die Führung des Unternehmens seinen beiden Söhnen aus zweiter Ehe, Walter und Arnold, und seiner Frau. Graf war weiterhin aktiv und engagierte sich in Dorfvereinen wie dem Sänger- und Schützenverein Rebstein. Er war ein über die Grenzen des Dorfes geachteter Mann, als er am 11. September 1918 im Alter von 74 Jahren an den Folgen der Spanischen Grippe verstarb.